# Royal Park, Melbourne

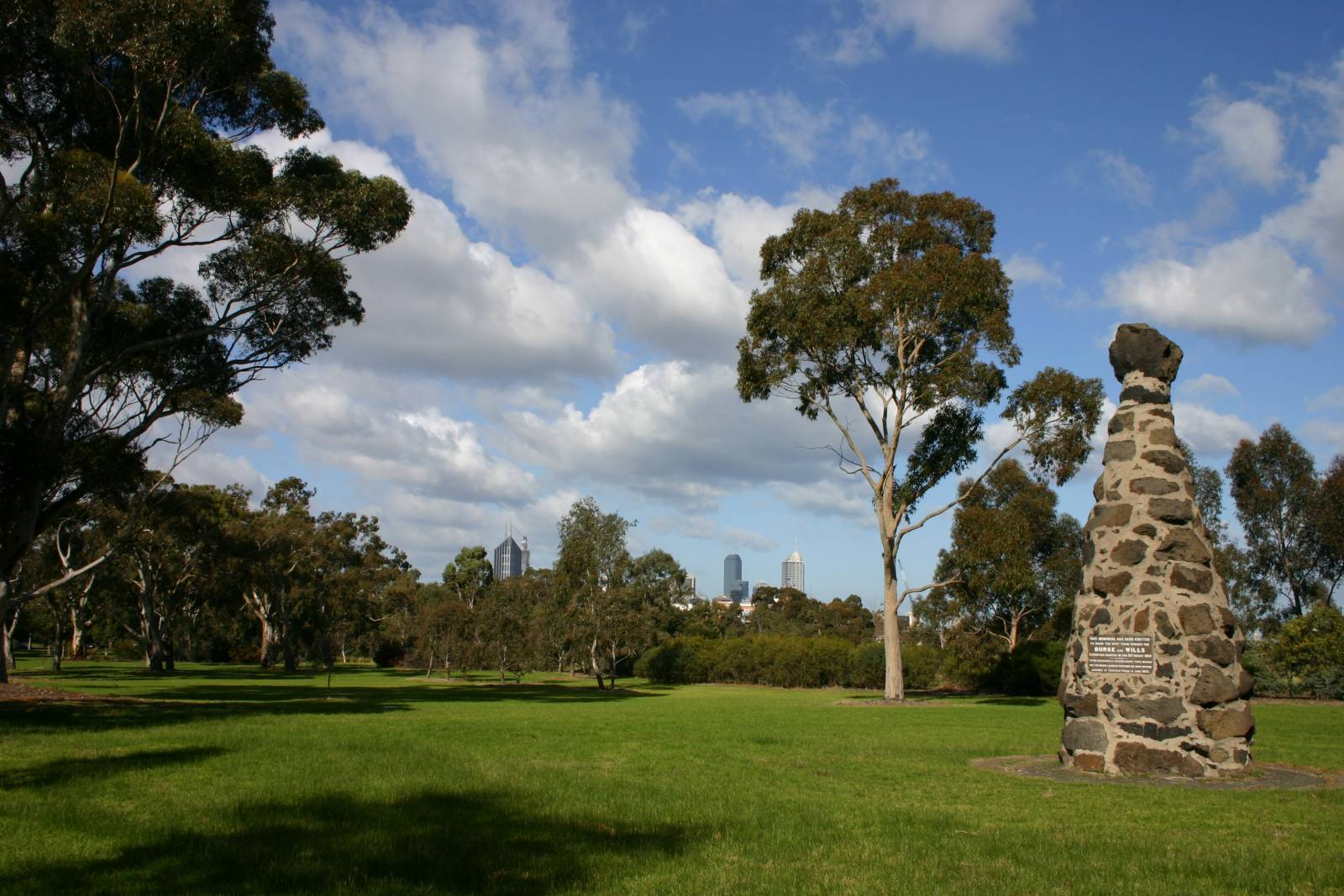
Monumento a la expedición de Burke y Wills en Royal Park.

El Royal Park se ubica 4 km al norte del centro financiero de Melbourne, Victoria, en las afueras de Parkville. Es el parque más grande de la localidad, con 170 hectáreas.
El Royal Park es albergue de una gran cantidad de animales nativos, tales como pósums, así como de numerosas especies de aves, entre las que se incluyen el robín brillante, el cuclillo bronceado de Horsfield, el periquito de rabadilla roja, el rosela oriental y de cabeza pálida, el sericonis cejiblanco, el azor australiano, el alcotán australiano y el elanio australiano, entre otros.